# Port lotniczy Les Saintes
Port lotniczy Les Saintes – szósty co do wielkości port lotniczy Gwadelupy, zlokalizowany w miejscowości Terre-de-Haut, na wyspie Les Saintes.